# Камарк
Камарк је мочварна област са травом и слатко-сланим лагунама у западној Европи површине 850 km².

## Општи подаци
Камарк лежи у делти Роне на северозападној обали Средоземног мора у Француској и убраја се у лагуне и мочваре са травом. Камарк се налази на седиментима које је нанела река Рона при скретању ка великој делти западно од Марсеја. Ова разноврсна мочварна област обухвата слане мочваре са дрвећем, слане и полуслане лагуне, слатководне баре, реке, поплављене ливаде за испашу, пределе под трском и дине.

## Биљни и животињски свет
У биљке које ту расту спада жбуње тамариска које успева у сланој води, пешчани шафрани и морски нарциси са белим цветовима, као и многе врсте орхидеја.
Камарк насељавају бели коњи, црни бикови и птице. 
Чувени бели коњи који ту живе су у ствари сиве боје док су млади, а постану бели тек када напуне 4 или 5 година. Већ вековима их локални земљорадници и узгајивачи користе за окупљање црних бикова који такође лутају по сланим мочварама.
У Камарку живи чувена колонија великог фламинга (који данас броји 10 000 птица), затим колонија црнокрилог штакара и птице сабљарке. Ова област је веома значајна због свог географског положаја, јер је успутна станица за птице селице које лете између Европе и Африке.
Становник сланих лагуна је и рачић (полупровидни љускар) који служи као храна фламингу и осталим птицама.

## Значај Камарка
Највећи део првобитне мочварне области је исушен да би се користио за пољопривреду, а водоток се контролише помоћу низа канала и насипа. Ово је скупа, са загађењем Роне, довело до проређивања неких станишта. Велике површине Камарка, нарочито на северу, користе се за узгајање житарица, воћа и поврћа, помоћу система за наводњавање. Пиринач који се овде гаји још од средњег века одлично успева нарочито на богатом алувијалном земљишту. Мале њиве на којима се гаји пиринач у пролеће се натапају водом из иригационих канала, а усев се бере механички током септембра и октобра, након што се пиринчана поља исуше. 
Године 1970. цела област Камарк добила је статус регионалног природног парка, а неки мањи делови су у међувремену добили већу заштиту као природни резервати.